# Sükhbaatar (provins)
Sükhbaatar (mongolsk: Сүхбаатар аймаг, tr. Sükhbaatar ajmag) er en provins i det østlige Mongoliet. Den har totalt 56 166 indbyggere (2000) og et areal på 82 300 km². Provinshovedstaden hedder Baruun-Urt. Provinsen er navngivet efter Damdiny Sükhbaatar.

## Administrativ inddeling
Provinsen er inddelt i 13 distrikter (sum): Asgat, Baruun-Urt, Bayandelger, Dariganga, Erdenetsagaan, Halzan, Mönhhaan, Naran, Ongon, Sühbaatar, Tövshinshiree, Tümentsogt och Uulbayan.